# Râul Fleștenoaga
Râul Fleștenoaga este un curs de apă, afluent al râului Vaslui. 